# ورزشگاه حمیدور رحمان
ورزشگاه حمیدور رحمان (به لاتین: Bir Shrestha Hamidur Rahman Stadium) یک ورزشگاه در بنگلادش است که در ناحیه جنایده واقع شده‌است.